# Neurotrening

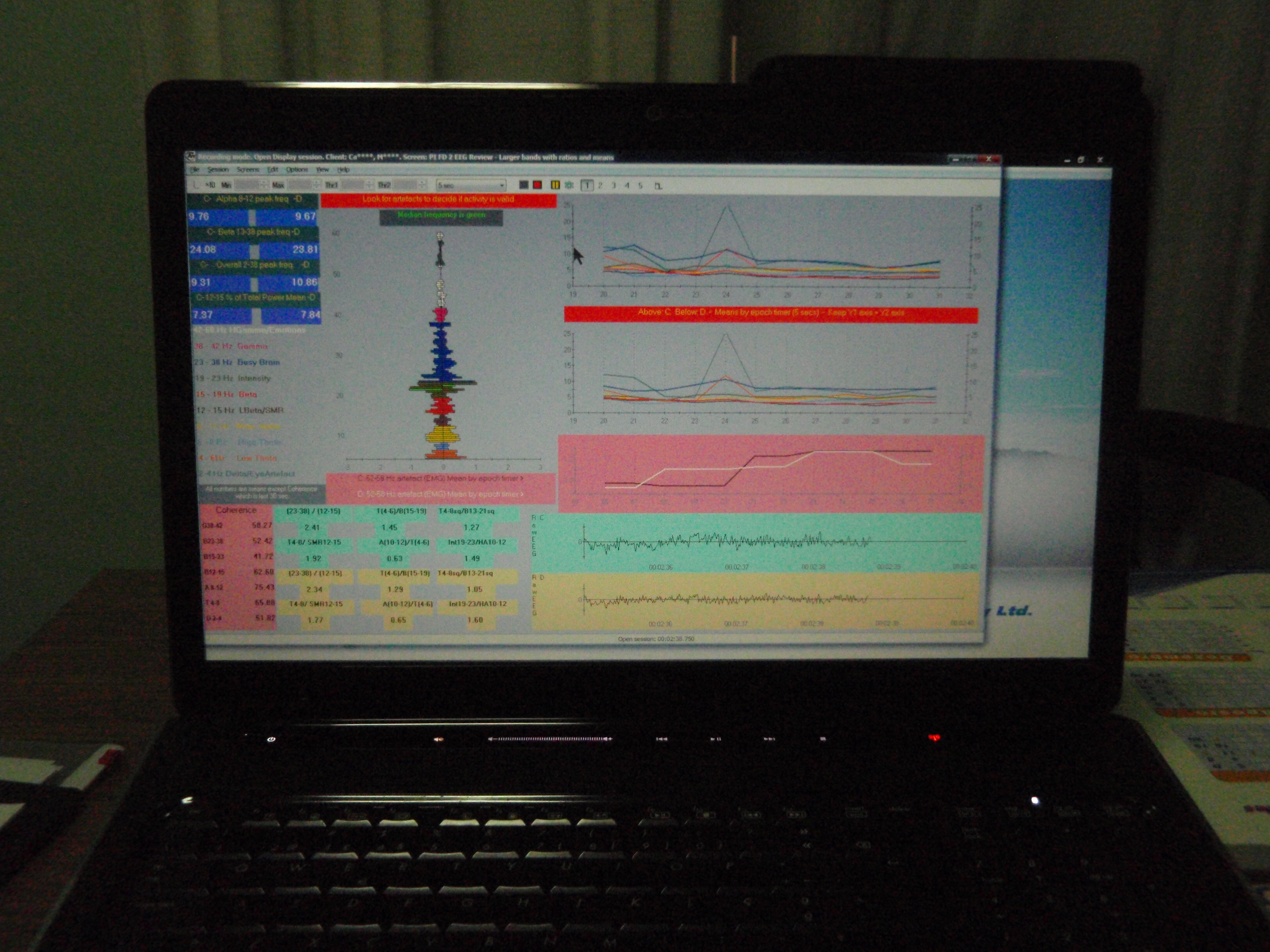
Program do treningu neurologicznego sprzężenia zwrotnego w czasie rzeczywistym.

Neurotrening – trening neurologiczny prowadzony przy użyciu specjalistycznygo sprzętu komputerowego z bardzo czułą głowicą zakończoną elektrodami mierzącymi fale mózgowe (alfa, beta1, beta2, gamma, delta, theta i SMR). Neurotrening znany jest również jako: neurofeedback, eeg biofeedback, biofeedback eeg, mindfeedback, brainfeedback, cerebrofeedback, neurologiczne biologiczne sprzeżenie zwrotne, neuroterapia, rehabilitacja mózgu, trening mózgu.
Trening
mózgu to wszelkie formy aktywności, które pobudzają określone grupy 
komórek nerwowych. Pojęcie to można traktować analogicznie do treningu 
fizycznego, podczas którego pobudzamy mięśnie do pracy w celu 
zwiększania ich sprawności lub zapobiegania utraty sprawności.
Na sprawność naszego umysłu wpływa wiele czynników. Można wyróżnić tu czynniki: 
- zdeterminowane genetycznie - wszystkie  predyspozycje poznawcze, które odziedziczyliśmy po rodzicach i na które  nie mamy żadnego wpływu);
- czynniki środowiskowe – styl życia, rodzaj podejmowanej aktywności.

Trening szarych komórek może być skuteczną formą 
zapobiegania spadkowi sprawności poznawczej wraz z wiekiem. Zgodnie z 
licznymi koncepcjami mózg traci swoją efektywność, gdy nie jest 
pobudzany do aktywności. Już po ukończeniu 35. roku życia może nastąpić 
spowolnienie pracy mózgu, które często wywołane jest rutyną, w jaką 
wpadamy po osiągnięciu życiowej stabilizacji. Badania wskazują na to, że
stagnacja umysłowa najczęściej spowodowana jest brakiem aktywności.
Nie wykryto dotąd żadnych skutków ubocznych neurotreningu. Terapia jest przeprowadzana w centrum terapii lub w gabinecie EEG biofeedback, gdzie pacjent za pomocą fal mózgowych kieruje grą komputerową. Jest w stanie to robić dzięki podłączonym do głowy elektrodom. Podczas terapii mózg uczy się prawidłowych odruchów i wzorców reagowania.
Określone ćwiczenia szarych komórek stanowią efektywne 
wsparcie rehabilitacji, np. po przebytych urazach mózgu. Zakres jednostek chorobowych, przy których stosuje się neurotrening jest bardzo szeroki, są to: ADHD, problemy szkolne, dysleksja, dyskalkulia, anoreksja, zaburzenia zachowania, zaburzenia koncentracji, zaburzenia snu, migrena, bóle chroniczne, afazja, zaburzenia pamięci, zaburzenia psychosomatyczne, lęki, trema, poważne choroby neurologiczne, uszkodzenia mózgu (udar, porażenie), lekkie upośledzenia czy epilepsja. 
Metoda została wynaleziona przez wojskowych medyków w USA.